# Pfarrhaus (Berkheim)

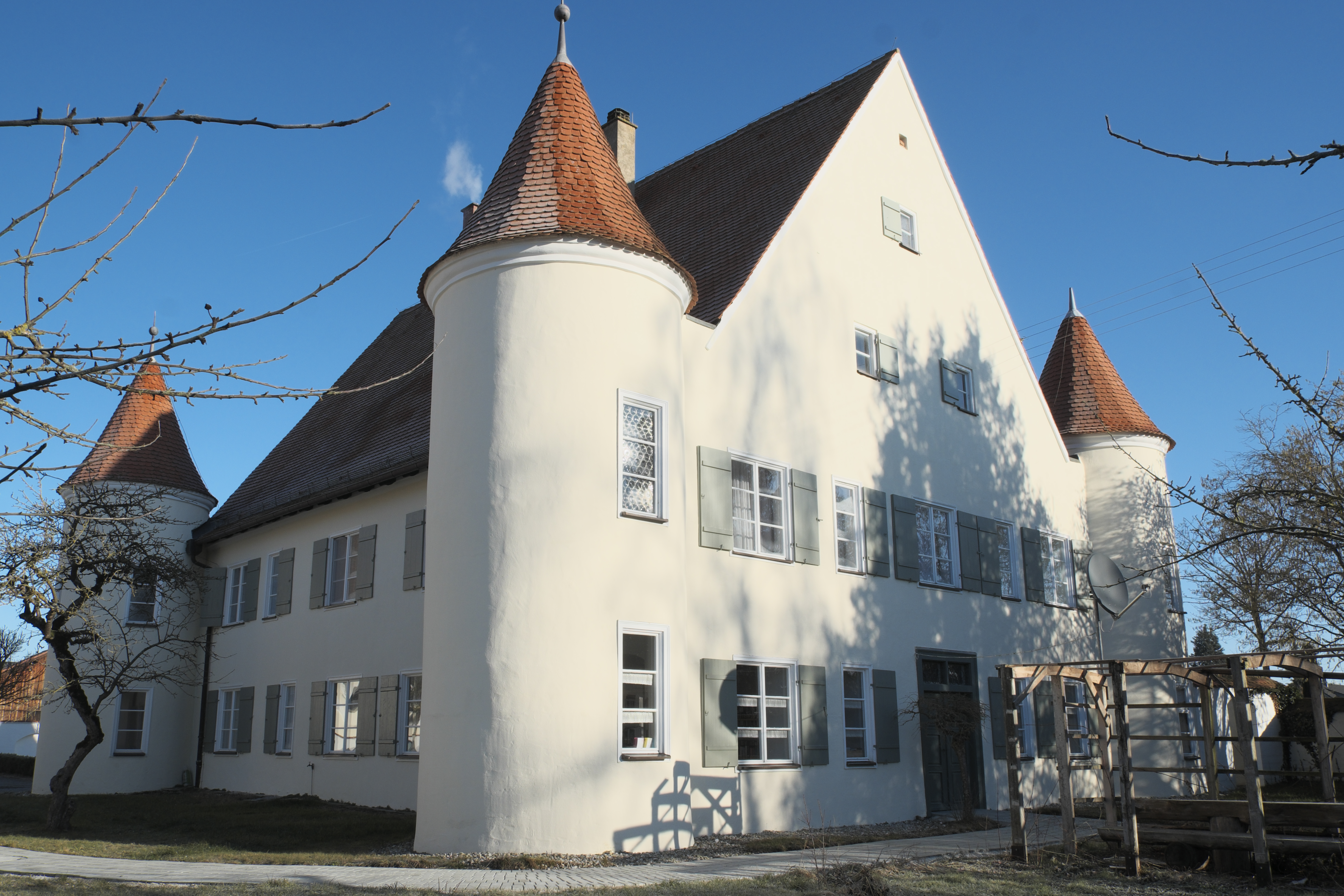
Pfarrhaus in Berkheim

Das Pfarrhaus in Berkheim, einer Gemeinde im Landkreis Biberach in Oberschwaben, wurde 1529 errichtet. Das katholische Pfarrhaus an der Hauptstraße 28 ist ein geschütztes Kulturdenkmal.
Der schlossähnliche, zweigeschossige Bau mit vier Ecktürmen besitzt drei zu drei Fensterachsen.